# Henryk Pijanowski
Henryk Pijanowski (ur. 31 grudnia 1937) – polski aktor, reżyser teatralny - lalkarz oraz lektor filmowy. Absolwent Wyższej Szkoły Teatralnej. Najpierw występował w spektaklach telewizyjnych, następnie pracował jako lektor. Oprócz seriali telewizyjnych i animowanych, czyta także audiobooki.

## Filmografia

### Spektakle teatralne
- 1973: Maskarada
- 1972: Wróg ludu
- 1971: Profesor Skutarewski
- 1970: Dziewczęta z Nowolipek
- 1970: Księżna Mery
- 1969: Bracia Karamazow
- 1968: Czcij matkę swoją
- 1966: Tania jako lekarz
- 1960: Orzeł czy reszka

### Animacja lalek
- 1966: Trzeci maja. Dramat z roku 1791
- 1965: Czar stołowej nogi

Źródło:

### Lektor telewizyjny

#### Filmy animowane
- Ostatni jednorożec (RTL 7)

#### Seriale animowane
- Denver, ostatni dinozaur (Tele 5)
- Jeździec srebrnej szabli (Tele 5)
- Kangoo (RTL 7)
- Kapitan Czytalski (VHS)
- Kapitan Jastrząb
- Kapitan Planeta i planetarianie (wersja lektorska)
- Kimba, biały lew (Polsat 2)
- Klejnot snów (RTL 7)
- Księżniczka Szeherezada (Tele 5)
- Lochy i smoki
- Marianna
- Nera, księżniczka Oceanii (Tele 5)
- Niebezpieczne dinozaury (RTL 7)
- Pac-Man
- Przygody Sandokana
- Sandybell (VHS)[4][5]
- S.O.S. Croco (RTL 7)
- Super Dan (Polonia 1)
- Starla i Jeźdźcy (RTL 7)
- Ufozaury (Polsat)
- Woody Woodpecker (RTL 7)
- Wróżka z krainy kwiatów[6]

## Odznaczenia
- 1978: Złoty Krzyż Zasługi
- 1979: Zasłużony Działacz Kultury

Źródło: